# Unicodeblock Cherokee
Der Unicodeblock Cherokee (engl. Cherokee, U+13A0 bis U+13FF) enthält die Anfang des 19. Jahrhunderts von Sequoyah entwickelte Cherokee-Silbenschrift, in der die Sprache der Cherokee bis heute geschrieben wird.
Sequoyah, der selbst nie lesen gelernt hatte, versuchte mit seiner Erfindung, diese offensichtliche Errungenschaft der Weißen nachzuahmen. Daher sehen viele der Cherokee-Zeichen lateinischen Buchstaben ähnlich, jedoch ist das Prinzip der Schrift ein grundsätzlich anderes, da es sich um eine Silben- und keine Alphabetschrift handelt.
Zusätzliche Zeichen finden sich im Unicodeblock Cherokee, Zusatz (U+AB70 bis U+ABBF).

## Tabelle
Die Zeichen bis U+13F5 haben die allgemeine Kategorie "Großbuchstabe", die Zeichen U+13F8 bis U+13FD die allgemeine Kategorie "Kleinbuchstabe". Alle Zeichen haben die bidirektionale Klasse "links nach rechts".
| Unicodenummer | Zeichen (400 %) | Offizielle Bezeichnung   | Beschreibung                |
| ------------- | --------------- | ------------------------ | --------------------------- |
| U+13A0 (5024) | Ꭰ               | CHEROKEE LETTER A        | Cherokee-Zeichen A          |
| U+13A1 (5025) | Ꭱ               | CHEROKEE LETTER E        | Cherokee-Zeichen E          |
| U+13A2 (5026) | Ꭲ               | CHEROKEE LETTER I        | Cherokee-Zeichen I          |
| U+13A3 (5027) | Ꭳ               | CHEROKEE LETTER O        | Cherokee-Zeichen O          |
| U+13A4 (5028) | Ꭴ               | CHEROKEE LETTER U        | Cherokee-Zeichen U          |
| U+13A5 (5029) | Ꭵ               | CHEROKEE LETTER V        | Cherokee-Zeichen V          |
| U+13A6 (5030) | Ꭶ               | CHEROKEE LETTER GA       | Cherokee-Zeichen Ga         |
| U+13A7 (5031) | Ꭷ               | CHEROKEE LETTER KA       | Cherokee-Zeichen Ka         |
| U+13A8 (5032) | Ꭸ               | CHEROKEE LETTER GE       | Cherokee-Zeichen Ge         |
| U+13A9 (5033) | Ꭹ               | CHEROKEE LETTER GI       | Cherokee-Zeichen Gi         |
| U+13AA (5034) | Ꭺ               | CHEROKEE LETTER GO       | Cherokee-Zeichen Go         |
| U+13AB (5035) | Ꭻ               | CHEROKEE LETTER GU       | Cherokee-Zeichen Gu         |
| U+13AC (5036) | Ꭼ               | CHEROKEE LETTER GV       | Cherokee-Zeichen Gv         |
| U+13AD (5037) | Ꭽ               | CHEROKEE LETTER HA       | Cherokee-Zeichen Ha         |
| U+13AE (5038) | Ꭾ               | CHEROKEE LETTER HE       | Cherokee-Zeichen He         |
| U+13AF (5039) | Ꭿ               | CHEROKEE LETTER HI       | Cherokee-Zeichen Hi         |
| U+13B0 (5040) | Ꮀ               | CHEROKEE LETTER HO       | Cherokee-Zeichen Ho         |
| U+13B1 (5041) | Ꮁ               | CHEROKEE LETTER HU       | Cherokee-Zeichen Hu         |
| U+13B2 (5042) | Ꮂ               | CHEROKEE LETTER HV       | Cherokee-Zeichen Hv         |
| U+13B3 (5043) | Ꮃ               | CHEROKEE LETTER LA       | Cherokee-Zeichen La         |
| U+13B4 (5044) | Ꮄ               | CHEROKEE LETTER LE       | Cherokee-Zeichen Le         |
| U+13B5 (5045) | Ꮅ               | CHEROKEE LETTER LI       | Cherokee-Zeichen Li         |
| U+13B6 (5046) | Ꮆ               | CHEROKEE LETTER LO       | Cherokee-Zeichen Lo         |
| U+13B7 (5047) | Ꮇ               | CHEROKEE LETTER LU       | Cherokee-Zeichen Lu         |
| U+13B8 (5048) | Ꮈ               | CHEROKEE LETTER LV       | Cherokee-Zeichen Lv         |
| U+13B9 (5049) | Ꮉ               | CHEROKEE LETTER MA       | Cherokee-Zeichen Ma         |
| U+13BA (5050) | Ꮊ               | CHEROKEE LETTER ME       | Cherokee-Zeichen Me         |
| U+13BB (5051) | Ꮋ               | CHEROKEE LETTER MI       | Cherokee-Zeichen Mi         |
| U+13BC (5052) | Ꮌ               | CHEROKEE LETTER MO       | Cherokee-Zeichen Mo         |
| U+13BD (5053) | Ꮍ               | CHEROKEE LETTER MU       | Cherokee-Zeichen Mu         |
| U+13BE (5054) | Ꮎ               | CHEROKEE LETTER NA       | Cherokee-Zeichen Na         |
| U+13BF (5055) | Ꮏ               | CHEROKEE LETTER HNA      | Cherokee-Zeichen Hna        |
| U+13C0 (5056) | Ꮐ               | CHEROKEE LETTER NAH      | Cherokee-Zeichen Nah        |
| U+13C1 (5057) | Ꮑ               | CHEROKEE LETTER NE       | Cherokee-Zeichen Ne         |
| U+13C2 (5058) | Ꮒ               | CHEROKEE LETTER NI       | Cherokee-Zeichen Ni         |
| U+13C3 (5059) | Ꮓ               | CHEROKEE LETTER NO       | Cherokee-Zeichen No         |
| U+13C4 (5060) | Ꮔ               | CHEROKEE LETTER NU       | Cherokee-Zeichen Nu         |
| U+13C5 (5061) | Ꮕ               | CHEROKEE LETTER NV       | Cherokee-Zeichen Nv         |
| U+13C6 (5062) | Ꮖ               | CHEROKEE LETTER QUA      | Cherokee-Zeichen Qua        |
| U+13C7 (5063) | Ꮗ               | CHEROKEE LETTER QUE      | Cherokee-Zeichen Que        |
| U+13C8 (5064) | Ꮘ               | CHEROKEE LETTER QUI      | Cherokee-Zeichen Qui        |
| U+13C9 (5065) | Ꮙ               | CHEROKEE LETTER QUO      | Cherokee-Zeichen Quo        |
| U+13CA (5066) | Ꮚ               | CHEROKEE LETTER QUU      | Cherokee-Zeichen Quu        |
| U+13CB (5067) | Ꮛ               | CHEROKEE LETTER QUV      | Cherokee-Zeichen Quv        |
| U+13CC (5068) | Ꮜ               | CHEROKEE LETTER SA       | Cherokee-Zeichen Sa         |
| U+13CD (5069) | Ꮝ               | CHEROKEE LETTER S        | Cherokee-Zeichen S          |
| U+13CE (5070) | Ꮞ               | CHEROKEE LETTER SE       | Cherokee-Zeichen Se         |
| U+13CF (5071) | Ꮟ               | CHEROKEE LETTER SI       | Cherokee-Zeichen Si         |
| U+13D0 (5072) | Ꮠ               | CHEROKEE LETTER SO       | Cherokee-Zeichen So         |
| U+13D1 (5073) | Ꮡ               | CHEROKEE LETTER SU       | Cherokee-Zeichen Su         |
| U+13D2 (5074) | Ꮢ               | CHEROKEE LETTER SV       | Cherokee-Zeichen Sv         |
| U+13D3 (5075) | Ꮣ               | CHEROKEE LETTER DA       | Cherokee-Zeichen Da         |
| U+13D4 (5076) | Ꮤ               | CHEROKEE LETTER TA       | Cherokee-Zeichen Ta         |
| U+13D5 (5077) | Ꮥ               | CHEROKEE LETTER DE       | Cherokee-Zeichen De         |
| U+13D6 (5078) | Ꮦ               | CHEROKEE LETTER TE       | Cherokee-Zeichen Te         |
| U+13D7 (5079) | Ꮧ               | CHEROKEE LETTER DI       | Cherokee-Zeichen Di         |
| U+13D8 (5080) | Ꮨ               | CHEROKEE LETTER TI       | Cherokee-Zeichen Ti         |
| U+13D9 (5081) | Ꮩ               | CHEROKEE LETTER DO       | Cherokee-Zeichen Do         |
| U+13DA (5082) | Ꮪ               | CHEROKEE LETTER DU       | Cherokee-Zeichen Du         |
| U+13DB (5083) | Ꮫ               | CHEROKEE LETTER DV       | Cherokee-Zeichen Dv         |
| U+13DC (5084) | Ꮬ               | CHEROKEE LETTER DLA      | Cherokee-Zeichen Dla        |
| U+13DD (5085) | Ꮭ               | CHEROKEE LETTER TLA      | Cherokee-Zeichen Tla        |
| U+13DE (5086) | Ꮮ               | CHEROKEE LETTER TLE      | Cherokee-Zeichen Tle        |
| U+13DF (5087) | Ꮯ               | CHEROKEE LETTER TLI      | Cherokee-Zeichen Tli        |
| U+13E0 (5088) | Ꮰ               | CHEROKEE LETTER TLO      | Cherokee-Zeichen Tlo        |
| U+13E1 (5089) | Ꮱ               | CHEROKEE LETTER TLU      | Cherokee-Zeichen Tlu        |
| U+13E2 (5090) | Ꮲ               | CHEROKEE LETTER TLV      | Cherokee-Zeichen Tlv        |
| U+13E3 (5091) | Ꮳ               | CHEROKEE LETTER TSA      | Cherokee-Zeichen Tsa        |
| U+13E4 (5092) | Ꮴ               | CHEROKEE LETTER TSE      | Cherokee-Zeichen Tse        |
| U+13E5 (5093) | Ꮵ               | CHEROKEE LETTER TSI      | Cherokee-Zeichen Tsi        |
| U+13E6 (5094) | Ꮶ               | CHEROKEE LETTER TSO      | Cherokee-Zeichen Tso        |
| U+13E7 (5095) | Ꮷ               | CHEROKEE LETTER TSU      | Cherokee-Zeichen Tsu        |
| U+13E8 (5096) | Ꮸ               | CHEROKEE LETTER TSV      | Cherokee-Zeichen Tsv        |
| U+13E9 (5097) | Ꮹ               | CHEROKEE LETTER WA       | Cherokee-Zeichen Wa         |
| U+13EA (5098) | Ꮺ               | CHEROKEE LETTER WE       | Cherokee-Zeichen We         |
| U+13EB (5099) | Ꮻ               | CHEROKEE LETTER WI       | Cherokee-Zeichen Wi         |
| U+13EC (5100) | Ꮼ               | CHEROKEE LETTER WO       | Cherokee-Zeichen Wo         |
| U+13ED (5101) | Ꮽ               | CHEROKEE LETTER WU       | Cherokee-Zeichen Wu         |
| U+13EE (5102) | Ꮾ               | CHEROKEE LETTER WV       | Cherokee-Zeichen Wv         |
| U+13EF (5103) | Ꮿ               | CHEROKEE LETTER YA       | Cherokee-Zeichen Ya         |
| U+13F0 (5104) | Ᏸ               | CHEROKEE LETTER YE       | Cherokee-Zeichen Ye         |
| U+13F1 (5105) | Ᏹ               | CHEROKEE LETTER YI       | Cherokee-Zeichen Yi         |
| U+13F2 (5106) | Ᏺ               | CHEROKEE LETTER YO       | Cherokee-Zeichen Yo         |
| U+13F3 (5107) | Ᏻ               | CHEROKEE LETTER YU       | Cherokee-Zeichen Yu         |
| U+13F4 (5108) | Ᏼ               | CHEROKEE LETTER YV       | Cherokee-Zeichen Yv         |
| U+13F5 (5109) | Ᏽ               | CHEROKEE LETTER MV       | Cherokee-Zeichen Mv         |
| U+13F8 (5110) | ᏸ               | CHEROKEE SMALL LETTER YE | Cherokee-Zeichen Kleines ye |
| U+13F9 (5111) | ᏹ               | CHEROKEE SMALL LETTER YI | Cherokee-Zeichen Kleines yi |
| U+13FA (5112) | ᏺ               | CHEROKEE SMALL LETTER YO | Cherokee-Zeichen Kleines yo |
| U+13FB (5113) | ᏻ               | CHEROKEE SMALL LETTER YU | Cherokee-Zeichen Kleines yu |
| U+13FC (5114) | ᏼ               | CHEROKEE SMALL LETTER YV | Cherokee-Zeichen Kleines yv |
| U+13FD (5115) | ᏽ               | CHEROKEE SMALL LETTER MV | Cherokee-Zeichen Kleines mv |